# Конна (Ирландия)
Конна (англ. Conna; ирл. Conaithe) — деревня в Ирландии, находится в графстве Корк (провинция Манстер).

## Демография
Население — 376 человек (по переписи 2006 года). В 2002 году население составляло 258 человек.
Данные переписи 2006 года:
| Общие демографические показатели |               |                               |                               |      |      |
| Всё население                    | Всё население | Изменения населения 2002—2006 | Изменения населения 2002—2006 | 2006 | 2006 |
| 2002                             | 2006          | чел.                          | %                             | муж. | жен. |
| 258                              | 376           | 118                           | 45,7                          | 184  | 192  |